# Gretel Escher
Grete „Gretel“ Emilie Escher, geborene Grete Emilie Kirchhoff  (* 24. Juni 1915 in Freiburg im Breisgau; † März 2015 in der Nähe von Zürich) war eine deutsche Illustratorin, Journalistin und Autorin. Bekannt wurde sie als Vorreiterin der deutschen Comic-Szene mit dem Hörzu-Maskottchen Mecki, einem Igel.

## Leben
Die Journalistin Grete Emilie Kirchhoff heiratete 1940 den Illustrator Reinhold Escher. Im Verlauf der Ehe nahm ihr Anteil an seiner Arbeit stetig zu und sie prägte eine der wichtigsten deutschen Comicserien der Nachkriegszeit. Jedoch teilte sie das Schicksal vieler Ehefrauen von öffentlich wahrgenommenen Persönlichkeiten, dass ihr mitunter essentieller Beitrag zum Entstehen der Werke lange Zeit wenig oder erst posthum gewürdigt wird.
Noch in Waldshut gebar die Journalistin am 2. November 1946 die gemeinsame Tochter. Ein Jahr später kehrte die Familie in die Verlagsstadt Hamburg zurück. Nach dem Krieg illustrierte Reinhold Escher Kinderbücher wie Die Wichtelhochzeit und Nicks Brautfahrt und arbeitete für die Zeitschrift Kristall. Originale des jungen Künstlerpaares wurden u. a. 2010 im Rahmen einer Mecki-Ausstellung gewürdigt.
Zwei Jahre später, 1948, wurde ihr Gatte Reinhold Escher freier Mitarbeiter bei der neu gegründeten Hörzu. Nachdem er zunächst die Witzseiten und das Rebus gestaltet hatte, bekam er 1949 vom Chefredakteur Eduard Rhein den Auftrag, das Maskottchen Mecki als Seitenfüller zu entwerfen. Auch hierbei steht seiner Ehefrau Gretel Escher ein beachtlicher Anteil am Erfolg der Arbeit zu. Ab 1952 entstanden auf dieser Grundlage ganzseitige Comicseiten. Die Figur wurde so populär, dass das Familienteam Escher 1952 das erste Mecki-Buch Mecki im Schlaraffenland entwickelte. Gut ein Vierteljahrhundert, bis 1978, gestaltete so das Ehepaar Escher die legendären Igelcomics.

## Arbeitsweise
Die über viele Monate in wöchentlichen Fortsetzungen erscheinenden Geschichten des Igels Mecki wurden von den Eheleuten gemeinsam geplant. Zunächst wurde ein Handlungsort bestimmt. Grete Escher recherchierte zur Thematik, woran sich später die Entwicklung der Figuren und die Geschichte ausrichtete. Sie entwickelte ein Exposé zur Vorlage bei der Chefredaktion. Nachdem der Handlungsplan abgestimmt und bewilligt war, schrieb Gretel Escher das komplette Szenario – damals noch – auf der Schreibmaschine. So waren alle Texte, die später auf den Comicseiten Verwendung fanden für den Illustrator, ihren Mann, verschriftlicht.